# 北达科他州民主党和无党派联盟党
北达科他州民主党和无党派联盟党（英語：North Dakota Democratic–Nonpartisan League Party,Democratic-NPL或D-NPL）被视为民主党在北达科他州的附属政党。该党派由北达科他州民主党和无党派联盟合并而来，和明尼苏达州的明尼苏达民主-农民-劳工党是唯二与母党名称不同的附属政党。